# Tortula austroruralis
Tortula austroruralis är en bladmossart som beskrevs av Brotherus 1902. Tortula austroruralis ingår i släktet tussmossor, och familjen Pottiaceae. Inga underarter finns listade i Catalogue of Life.